# 松尾池 (岐阜市)

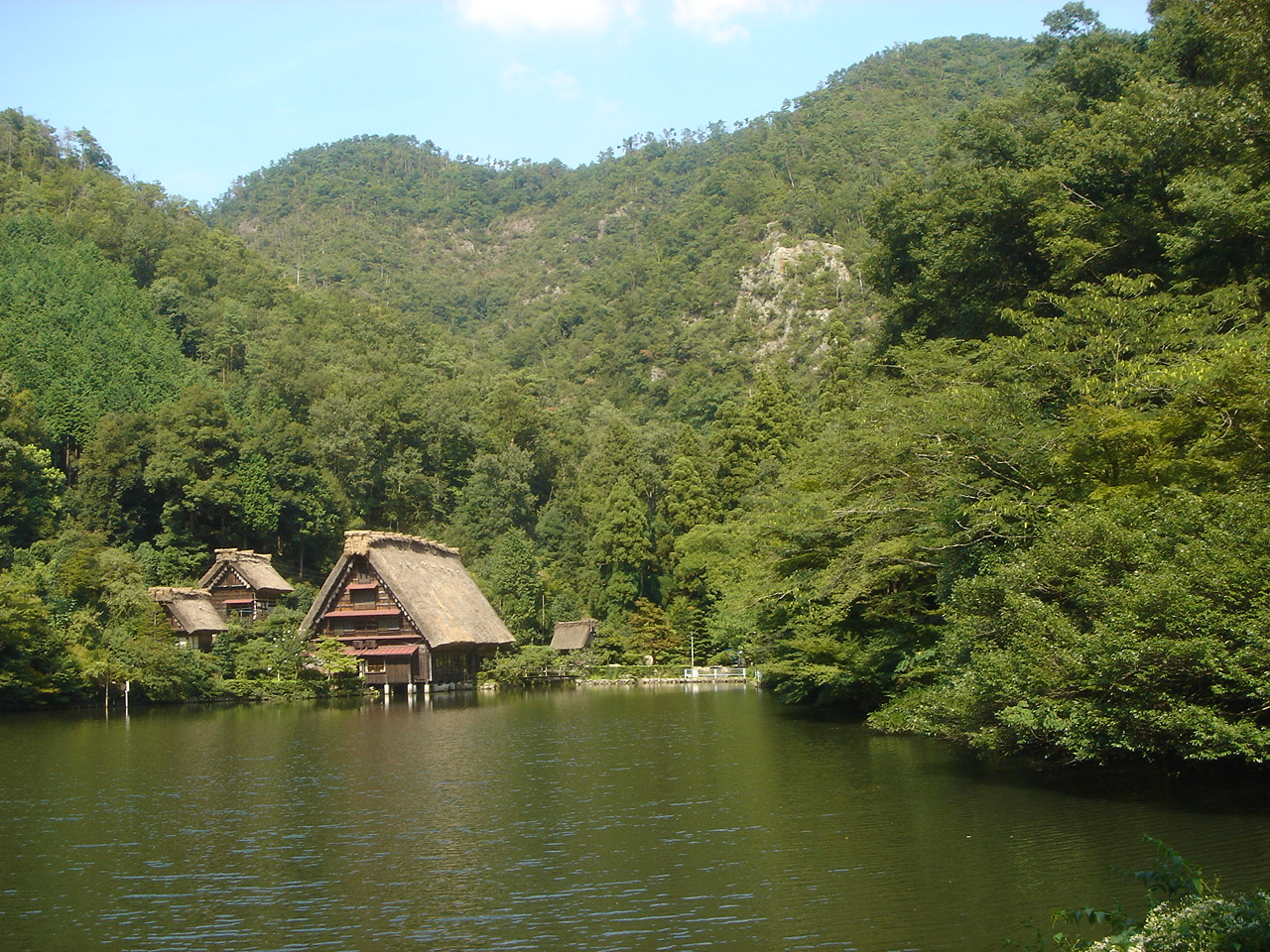
松尾池と旧岩舟荘

松尾池（まつおいけ）は、岐阜県岐阜市の百々ヶ峰の南山麓にある池である。

## 概要
1885年（明治18年）に内務省直轄事業で造られた農業用貯水池だが、現在は岐阜市の観光資源として周辺一帯が整備されている。池の名は1932年（昭和7年）に濃尾地震で機能を無くしていた池を当時の岐阜市長・松尾国松が復旧したのを称え名前を冠したもので、それまでは無名の池だった。水面には鴨が戯れ、畔には白川郷から移築した合掌造りの旧郷土料理屋（旧岩舟荘。2013年頃廃業）がある。また、池の横には東海自然歩道（長良川展望の道）が通り、春には桜、秋には紅葉が楽しめる。「ぎふ水と緑の環境百選」のひとつであり、2003年（平成15年）には「ぎふ三十六景」にも選ばれている。

## 所在地
- 岐阜市長良雄総893-3

## アクセス
- 岐阜バス   加野団地線

古津経由三輪釈迦前・岩井山かさ神行きに乗車し「中川原」で下車。徒歩約30分。

## 沿革
- 1885年（明治18年） - 内務省直轄事業工事として、上流にある萩の滝から流れる清流を灌漑用に利用するために谷を堰き止めて造られた。工事は江平技師監督が木曽川・長良川・揖斐川の河川改修治水工事で有名なオランダ土木技師ヨハニス・デ・レーケの指導を仰ぎ行われた。
- 1891年（明治24年） - 濃尾地震で築堤に亀裂が生じ枯渇。貯水池としての機能を失う。
- 1932年（昭和7年） - 当時の岐阜市長・松尾国松が水に悩む地元の要望に応え改修。
- 1966年（昭和41年） - 岩舟荘の創業者が白川郷から合掌造りを移築。

現在は松尾池を中心とした周辺一帯が「萩の滝自然公園」として観光整備されている。

## 周辺
- 萩の滝